# Aratuípe
Aratuípe là một đô thị thuộc bang Bahia, Brasil. Đô thị này có diện tích 177,15 km², dân số năm 2007 là 8483 người, mật độ 47,89 người/km².